# Jättegröebock
Jättegröebock (Donacia semicuprea) är en skalbaggsart som beskrevs av Georg Wolfgang Franz Panzer 1796. Den ingår i släktet rörbockar och familjen bladbaggar.

## Beskrivning
Jättegröebocken är en liten skalbagge med en längd på 6 till 8 mm. Kroppen är långsträckt men kraftigt byggd med korta ben som har inslag av rödbrunt, precis som antennerna. Kroppen är oftast kopparglänsande med inslag av varmgult eller grönt på den yttre delen av täckvingarna. Halsskölden har djupa fåror i mitten.

## Utbredning
Utbredningsområdet omfattar norra och mellersta Europa från Irland, England och Wales i väster, med ungefärlig sydgräns längs södra Frankrike och norra Italien till Bosnien och Hercegovina samt österut till östra Sibirien. I Sverige förekommer den i Götaland och Svealand med undantag av Gotland, medan den i Finland påträffades totalt tre gånger fram till första hälften av 1900-talet innan den förklarades nationellt utdöd år 2010: En gång vardera i Södra Karelen (mellan 1870 och 1907), i Kökar på Åland (1925) samt i Åbo i Egentliga Finland (1933). Inom resten av det nordiska näromrdet finns den i Danmark och Baltikum.

## Ekologi
Jättegröebocken förekommer i synnerhet i slättbygder, där de fullbildade, dagaktiva skalbaggarna kan ses sittande på främst jättegröe, men även mannagräs och skånskt mannagräs, vilkas blad de också lever av. Larven lever under vatten, där den livnär sig av värdväxternas rötter. Larvutvecklingen är treårig, och den fullbildade skalbaggen övervintrar under vatten i kokongen.

## Status
Trots att arten är klassificerad som livskraftig i Sverige, är den förklarad som nationellt utdöd i Finland.

## Bildgalleri

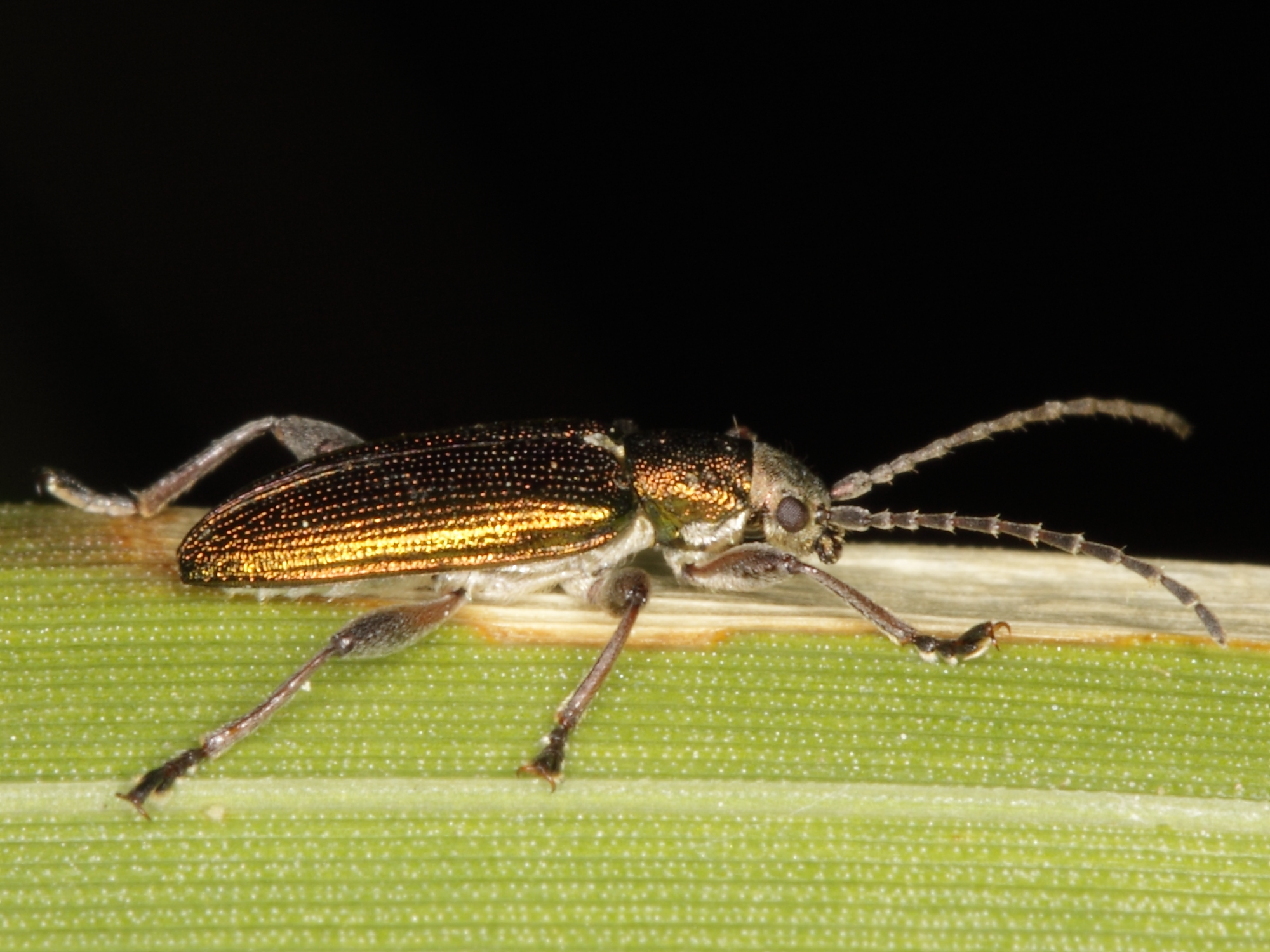
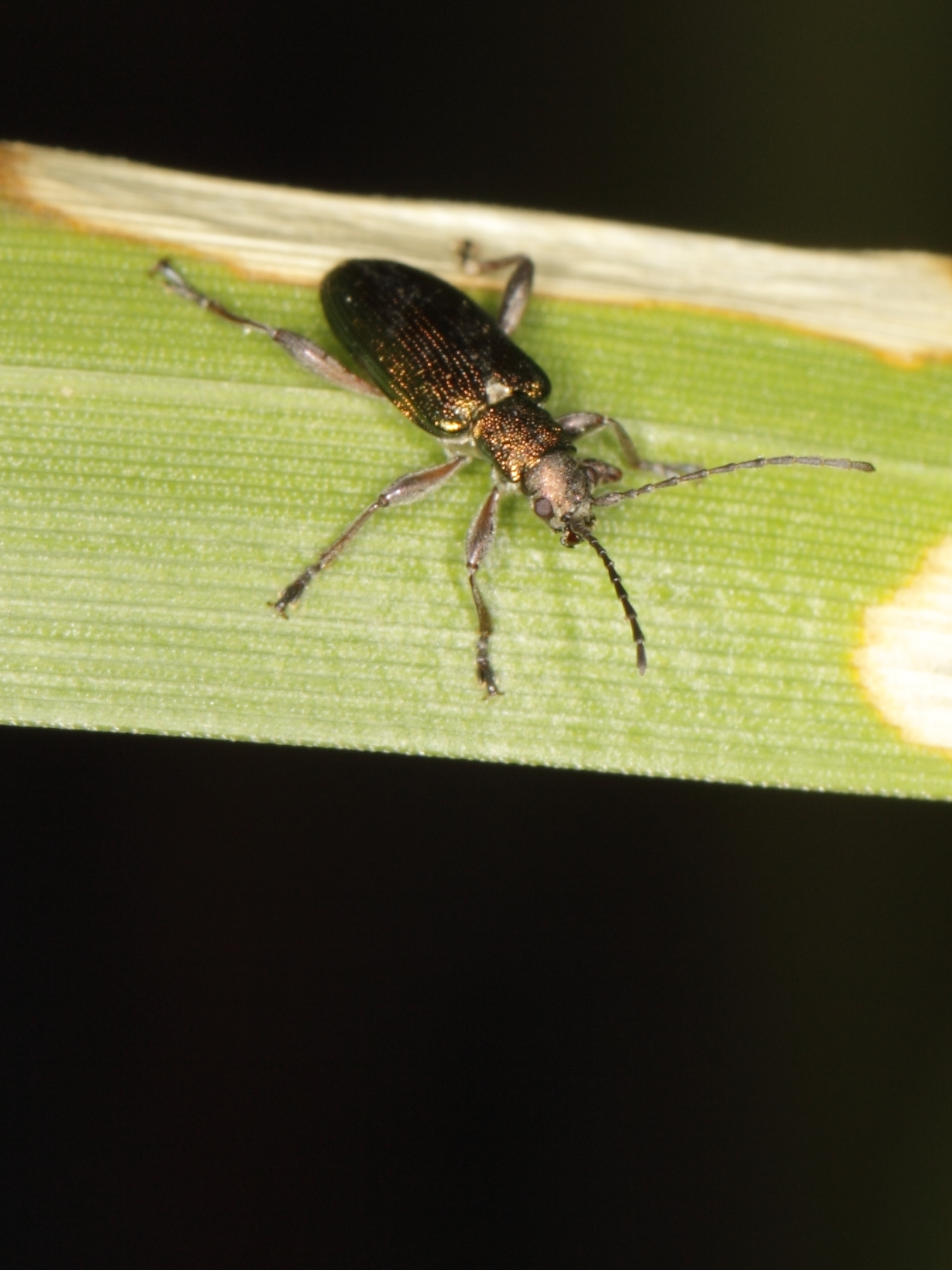
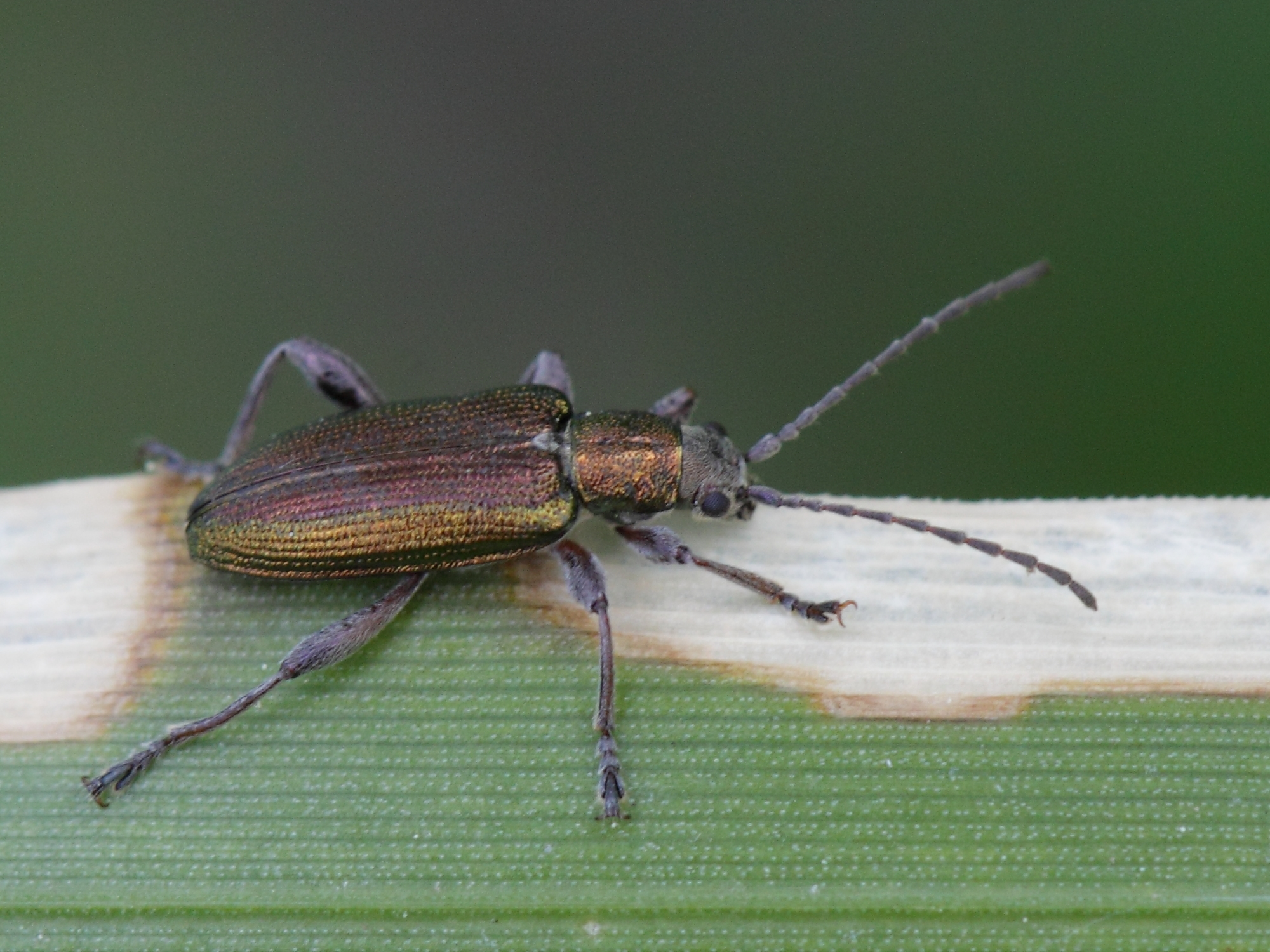
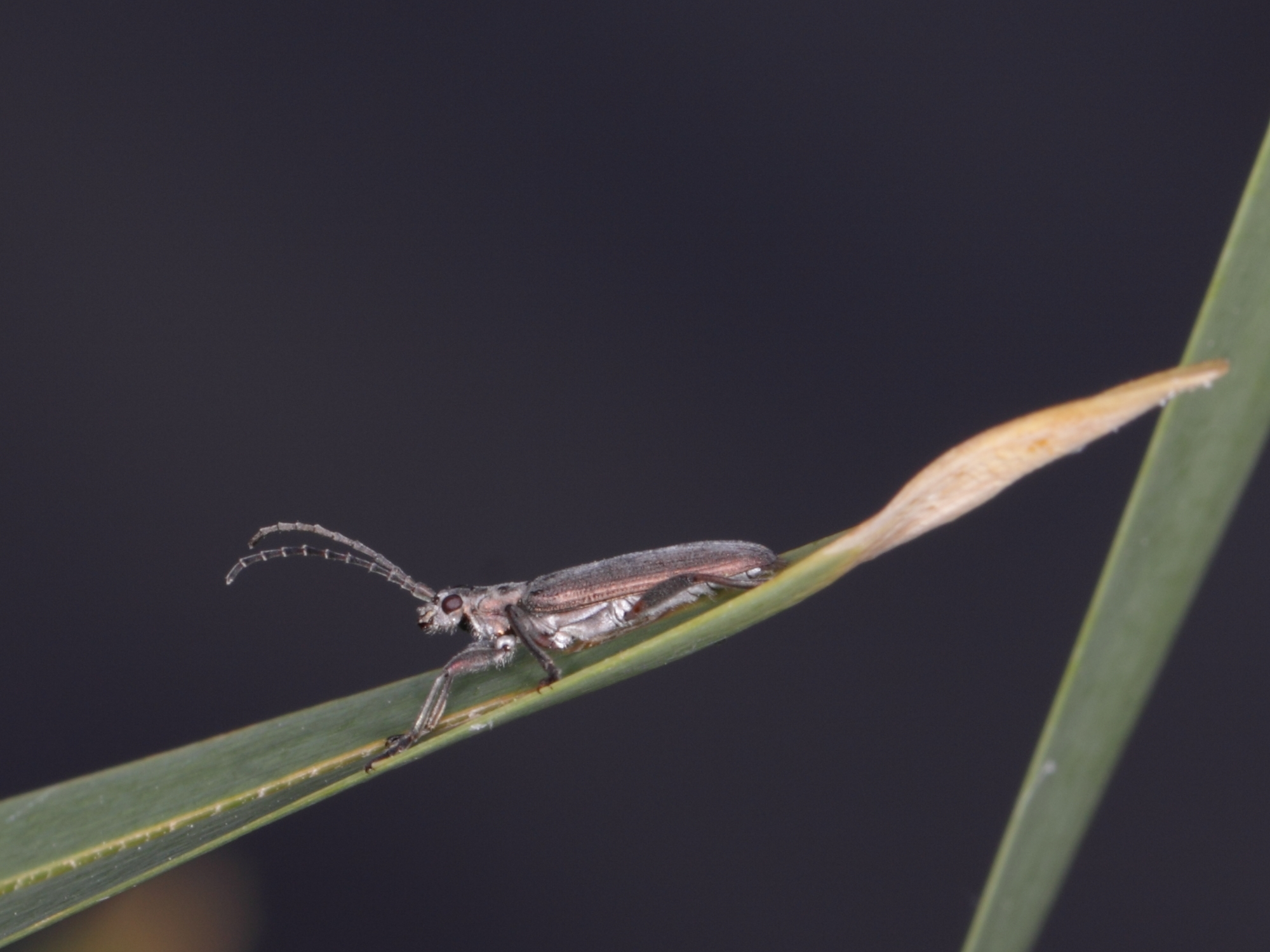